# Fuscocerrena portoricensis
Fuscocerrena portoricensis är en svampart som först beskrevs av Elias Fries, och fick sitt nu gällande namn av Leif Ryvarden 1982. Fuscocerrena portoricensis ingår i släktet Fuscocerrena och familjen Polyporaceae.   Inga underarter finns listade i Catalogue of Life.